# コスモポリス ギャリバン
『コスモポリス ギャリバン』 (Cosmo Police Galivan) は、1985年10月に日本物産（ニチブツ）から稼働されたアーケード用アクションシューティングゲーム。
主人公の宇宙戦士ギャリバンを操作し、宇宙犯罪組織「アクー」を壊滅し宇宙の平和を取り戻す事を目的としている。テレビ朝日系特撮テレビ番組『宇宙刑事ギャバン』（1982年 - 1983年）や『宇宙刑事シャリバン』（1983年 - 1984年）などの『宇宙刑事シリーズ』（1982年 - 1985年）へのオマージュ作品となっており、キャッチコピーは「PLAYERが変身! 新しいゲームヒーロー誕生」。
開発は日本物産が行い、ディレクターおよびゲーム・デザインはアーケードゲーム『クレイジー・クライマー』（1980年）や『テラクレスタ』（1985年）を手掛けた藤原茂樹、音楽は『テラクレスタ』を手掛けた吉田健志が担当している。
1986年に欧州にて各種ホビーパソコンに移植された他、1988年にはファミリーコンピュータにて発売されたが、アーケード版と内容は異なりアクションロールプレイングゲームとなっている。2015年にはWindows用ソフトとしてプロジェクトEGGにてファミリーコンピュータ版が配信された他、アーケード版は後にハムスターが権利を受け継いでおり、PlayStation 4、Nintendo Switch用ソフトとしてアーケードアーカイブスにて配信された。
後に続編となるスーパーファミコン用ソフト『コスモポリス ギャリバンII』（1993年）が発売された。こちらはベルトスクロールアクションゲームとなっている。

## 概要
1985年発売。縦画面、サイドビューの4方向スクロールアクションシューティングゲームである。開発途中で完成できなかった物を藤原茂樹が引き継いで開発したためにゲームステージが短く中途半端感が残るゲームとなった。ゲームミュージックにオーケストラル・ヒットが業界初に用いられた作品とされている。

## ゲーム内容

### システム
主人公ギャリバンを操作して敵を倒しながら基地内を進み、ボス「ゴース」の場所までたどりついて倒せばステージクリアとなる。強制スクロールではなく自由な方向に進むことができ、どちらに進めばいいかは、矢印のマークでヒントが示される。基地内は水中や異次元空間風の場所があったりと変化が激しいが、いずれも背景の演出でありシステム上は違いはない。上下方向には階段状の場所を使って移動する。
操作はレバー+2ボタンで、レバーで移動、しゃがみ、ジャンプを行い、ボタンはそれぞれパンチ、キックを繰り出す。ライフ制で、攻撃を受けるとPOWERゲージが減って行き、ゼロになると1ミスとなる。道中で「パワークリスタル」を拾うことで回復・パワーアップする。
全2ステージで、クリア後はステージ1に戻りループするようになっている。

### 変身
生身の時にパワークリスタルを取ると瞬時にコンバットスーツが装着され、同時にPOWERが全快する。変身後は防御力がアップし、また後述のように強力な攻撃を行うことができる。ダメージを受けて50%までPOWERが低下すると変身は解除されてしまう。

### 攻撃方法
パンチ・キック
生身の時はこれしか使えない。
バスター銃
変身するとパンチのかわりに撃てるようになる光線銃。威力はパンチ・キックと大差ないが、遠距離からの攻撃が可能。斜め上に発射することもできる。
レーザーブレード剣
変身後にさらに青いパワークリスタルを取ると8秒間だけ使用できる大技。眼前に構えた剣から幅広のビームを発射する。敵を貫通し、また大抵の敵を一撃で倒せる。
コズミッククラッシュ
変身後にさらに赤いパワークリスタルを取ると8秒間だけ使用できる大技。パンチ型の弾を縦に3段並べて発射する。性質はレーザーブレード剣と同様。

## ストーリー
宇宙犯罪組織「アクー」を壊滅させるため敵の基地に到着した宇宙戦士ギャリバンは、首領ゴースを倒すべく敵中へ突入する。

## 他機種版

### 一覧
| No. | タイトル                | 発売日                                   | 対応機種                             | 開発元         | 発売元             | メディア                                | 型式   | 備考                           | Ref.          |
| --- | ----------------------- | ---------------------------------------- | ------------------------------------ | -------------- | ------------------ | --------------------------------------- | ------ | ------------------------------ | ------------- |
| 1   | Galivan                 | 1986年                                   | Amstrad CPC コモドール64 ZX Spectrum | Ocean Software | Imagine Software   | フロッピーディスク カセットテープ       | -      |                                |               |
| 2   | コスモポリス ギャリバン | 1988年6月3日                             | ファミリーコンピュータ               | 日本物産       | 日本物産           | 2メガビットロムカセット                 | NBF-GV |                                |               |
| 3   | コスモポリス ギャリバン | 2015年3月10日                            | Windows                              | 日本物産       | D4エンタープライズ | ダウンロード （プロジェクトEGG）        | -      | ファミリーコンピュータ版の移植 | [ 7 ] [ 8 ]   |
| 4   | コスモポリス ギャリバン | 2015年4月9日 2015年10月20日 2016年2月9日 | PlayStation 4 (PlayStation Network)  | 日本物産       | ハムスター         | ダウンロード （アーケードアーカイブス） | -      | アーケード版の移植             | [ 9 ]         |
| 5   | コスモポリス ギャリバン | 2021年1月14日                            | Nintendo Switch                      | 日本物産       | ハムスター         | ダウンロード （アーケードアーカイブス） | -      | アーケード版の移植             | [ 10 ] [ 11 ] |

### ファミリーコンピュータ版
1988年発売。サイドビューのアクションRPGで、自動セーブ機能付き。ゲーム内容はアーケード版とまったく異なるが、音楽についてはアーケード版と同じ曲が用いられている。2015年3月10日よりプロジェクトEGGにて配信開始。
ゲーム内容
システム
主人公ギャリバンを操作して敵基地内を探索し、最終的に首領マディウスを倒すのが目的。全6エリア構成で、エリアボスへの道を切り開く方法を探したり、ボスを倒せる武器を探したりといった謎解きを行いながら、敵を倒してギャリバンを成長させていく。移動は4方向スクロールと画面切替えが併用される。敵を倒して経験値がたまるとギャリバンのレベルが上がり、最大HPと最大CP（クリスタルパワー。ウェポンやアイテムを使う際に必要）が上昇する。
変身
敵を倒すと出現するPマークをとるとGPゲージが上がっていき、最大までたまると瞬時にスーツが装着される。変身すると敵から受けるダメージが半分になる。攻撃面での変化はない。変身中に攻撃を受けるとGPが減っていき、ゼロになると変身は解除されてしまう。
ブレード
本作におけるギャリバンの主武器。横に斬りつける攻撃と、真上に突き上げる攻撃ができる。CPは消費しない。ビームブレード、メタルブレード、ファイアーブレード、レーザーブレード、サンダーブレード、ハイパーブレード、コスモブレードの7種類が登場する。各ブレードにはギャリバンのレベルとは独立した経験値が存在し、使い込むとC→B→Aの3段階で威力が上がっていく。エリアボスにはそのエリアで新たに手に入れたブレードしか通用しない。このため、ブレードの探索と強化も大きな目的となる。
ウェポン
各種の飛び道具で、特定の地形を破壊するのにも使う。CPを消費して使用する。
ハイパーレイ
前方へ直進する弾を発射。
コスモブーメラン
一定距離進むと戻ってくる。
カプセルボンバー
地面に落ちると爆発する爆弾。
スパークボール
直進した後に炸裂する。
プリズムウェイヴ
大きく蛇行しながら飛ぶ貫通弾。
アイテム
特殊効果を発揮する装備で、CPを消費して使用する。
クリスタル
特定の場所で使うと隠されていた通路などが出現する。「スター」「ムーン」「アース」「コスモ」の4種類がある。
ブレードパワー
通常では消せない強力な敵弾をブレードで叩き消せるようになる。
バリアーシールド
ダメージを受け続けるバリアー地帯にいてもHPが減らなくなる。
ライフカプセル
CP消費と引き替えにHPを回復する。
オートプロテクト
GPゲージが一気に最大になり、さらに攻撃を受けてもGPが減らず変身解除されなくなる。
ジェットブーツ
一定時間、空を飛べる。
ストーリー
暗黒組織「マドー」と戦う宇宙連邦警察だったが、首領マディウスの前に多くの戦士を失ってしまった。起死回生をかけ、最後のサイボーグ戦士・ギャリバンが敵基地に送り込まれる。

## スタッフ
アーケード版
- ディレクター：藤原茂樹
- ソフト：つちいえとしお
- ハード：しきいさお
- デザイン：なかがわきょうこ
- サウンド：吉田健志

ファミリーコンピュータ版
- 企画：川本裕昭
- プログラム：山本廣
- デザイン：くぼたしんじ、安田由紀、おじりもとこ
- サウンド：吉田健志、みったよしのり、きたばたひろし

## 評価
ファミリーコンピュータ版
ゲーム誌『ファミコン通信』の「クロスレビュー」では合計29点（満40点）、『ファミリーコンピュータMagazine』の読者投票による「ゲーム通信簿」での評価は以下の通りとなっており、17.41点（満30点）となっている。
| 項目 | キャラクタ | 音楽 | 操作性 | 熱中度 | お買得度 | オリジナリティ | 総合  |
| 得点 | 2.85       | 2.93 | 2.98   | 2.92   | 2.81     | 2.82           | 17.41 |

## 続編
『コスモポリス ギャリバンII Arrow of Justice』（－アロー・オブ・ジャスティス）は、1993年6月11日に日本の日本物産から発売されたスーパーファミコン用ベルトスクロールアクションゲーム。
主人公のギャリバンおよびクィーンビー、メタルホークのいずれかを操作し、宇宙シンジケート「マーガ」の首領である魔人グロゥブスを倒して宇宙の平和と取り戻す事を目的としている。前2作のどちらとも別ジャンルのゲームであり、ストーリーにもつながりはない。音楽は前作と同じく吉田健志が担当しており、BGMは同じ曲が用いられている。
2011年8月30日より、『コスモポリス ギャリバン』名義でプロジェクトEGGにて配信された。

### ゲーム内容（続編）
ベルトスクロールアクションゲームで、3人のキャラクターから1人を選び、敵を格闘で倒しながら進んでいく。技には対戦型格闘ゲームのように「ガード」「上段・下段の概念」「距離による変化」がある。また、特殊なコマンドで出せる各キャラクター固有の必殺技が、それぞれ2つずつ設定されている。周囲の敵を吹き飛ばすような、緊急回避用のシステムはない。
全5ステージで、1ステージは3エリアから構成されており、3番目のエリアではボスとの対決になる。ステージをクリアすると能力を強化するためのボーナスポイントが得られ、キャラクターをパワーアップすることができる。強化できるパラメータはHP、攻撃力、防御力、ジャンプ力、スピードの5種類で、どこに割り振るかはプレイヤーが決められる。
また本編とは別に、一対一で戦う対戦型格闘ゲームの「BATTLE」モードがある。プレイヤー同士の対戦も可能。ここでは「The Allow of Justice」の3人の他、敵キャラクターの一部も使う事ができる。

### ストーリー（続編）
宇宙シンジケート「マーガ」の侵攻に対し、宇宙警察連邦は3人のサイボーグ戦士を送り込むことを決定した。リーダーのギャリバン、女宇宙刑事クィーンビー、バトルクリーチャーのメタルホークからなるチームは、人々から期待を込めて「The Arrow of Justice」と呼ばれた。目標は首領・魔人グロゥブス。3人は小型特殊潜航艇で個別に潜入、マーガに支配された惑星を突き進んでいく。

### キャラクター（続編）
ギャリバン
「The Allow of Justice」のリーダー。拳技主体の「大宇宙冥王拳（だいうちゅうめいおうけん）」で戦う。本作では最初からコズミックスーツを着用しており、変身シーンはオープニングデモにしかない。必殺技はブレードで叩き斬る「セイバースラッシュ」と、左右にワイドビームを放つ「メガブレイク」。初期パラメータは攻撃力と防御力が高い。
クィーンビー
女宇宙刑事。軽装のバイオネットスーツを着用しており身が軽く、蹴り技主体の「神鳳凰拳（しんほうおうけん）」で戦う。必殺技は巨大な気弾を放つ「咆哮炎虎（ほうこうえんこ）」と、画面外までジャンプして弾を撃ち降ろす「力破砕弾（グラビトンボム）」。初期パラメータはスピードとジャンプ力が高い。
メタルホーク
流動金属のボディに脳のみを移植した特殊なサイボーグ戦士。「コズミックアーツ」の使い手で、技に連動して身体を様々な武器に変化させて戦う。必殺技は腕を斧に変えて打ち込む「バイオトマホーク」と、ガトリング砲に変身して掃射する「ジェノサイドキャノン」。初期パラメータはジャンプ力と攻撃力が高い。

### 移植版（続編）
| No. | タイトル                | 発売日        | 対応機種 | 開発元   | 発売元             | メディア                         | 型式 | 備考 | Ref.   |
| --- | ----------------------- | ------------- | -------- | -------- | ------------------ | -------------------------------- | ---- | ---- | ------ |
| 1   | コスモポリス ギャリバン | 2011年8月30日 | Windows  | 日本物産 | D4エンタープライズ | ダウンロード （プロジェクトEGG） | -    |      | [ 17 ] |

### スタッフ（続編）
- プログラマー：KEN1 TANUMA（たぬまけんいち）、JUN1 WATANABE（わたなべじゅんいち）
- グラフィック：くまのみつお、水野洋司、まつもとかず、かとう B たかあき、あじのゆうじ、くどうとみこ
- 音楽：吉田健志
- カバーデザイン：小林正巳、吉田朋子
- SP：YOSHI YOSHI、NAKA-CHAN、YAMA-KAWA、OGY THE ODD
- PR：SGT.H.MIUMIU（みうらひろし）

### 評価（続編）
ゲーム誌『ファミコン通信』の「クロスレビュー」では、6・4・6・4の合計20点（満40点）、『ファミリーコンピュータMagazine』の読者投票による「ゲーム通信簿」での評価は以下の通りとなっており、19.3点（満30点）となっている。
| 項目 | キャラクタ | 音楽 | お買得度 | 操作性 | 熱中度 | オリジナリティ | 総合 |
| 得点 | 3.6        | 3.0  | 3.1      | 3.2    | 3.3    | 3.1            | 19.3 |